# Trêve d'Ulm
L'armistice d'Ulm ou trêve d'Ulm (en allemand : Waffenstillstand von Ulm, en suédois : Stilleståndet i Ulm) est un armistice entre la France, la Suède et la Hesse-Cassel d'une part, Cologne et la Bavière d'autre part, un peu avant la fin de la guerre de Trente Ans. Il fut signé à Ulm le 14 mars 1647.

## Genèse
Le 15 février 1637 mourait l'empereur Ferdinand II. L'électeur Maximilien Ier de Bavière, qui avait été son ami de jeunesse, regardait maintenant son attachement à la maison des Habsbourg d'un œil plus critique que lorsque vivait l'empereur. En même temps les troupes françaises et suédoises avaient envahi massivement la Bavière et l'avaient gravement dévastée. Leur objectif déclaré était de détacher l'électeur de l'alliance autrichienne, car il était l'un des derniers alliés de l'empereur d'Allemagne.

## L'armistice
L'invasion de la Bavière força finalement Maximilien, en dépit de plusieurs tentatives de Ferdinand III (le fils de l'empereur défunt) pour l'en dissuader, d'engager des négociations de cessez-le-feu. Maximilien essaya aussi d'amener le nouvel empereur à un cessez-le-feu général, mais sans succès. Le 14 mars 1647 finalement il signa l'armistice. Son alliance avec l'empereur était déclarée rompue et, en contrepartie, les troupes françaises et suédoises quittaient la Bavière.

## Conséquences
À l'annonce de l'armistice plusieurs généraux de cavalerie essayèrent de rallier à l'empereur l'armée de l'électeur de Bavière. Cette tentative échoua du fait de la résistance des simples soldats, de la vigilance des commissaires à la guerre de l'électeur et, ce qui ne fut pas moindre, au refus des généraux, pour une bonne part protestants.
Ce revers et d'autres n'empêchèrent pas Ferdinand III de continuer la guerre. Jusqu'à la fin de l'année 1647, il y eut encore des combats isolés dans l'empire, aux Pays-Bas et en Italie. À l'automne 1647 Maximilien Ier entra de nouveau en guerre aux côtés de l'empereur. Cependant une armée austro-bavaroise unie fut vaincue en mai 1648. Cette défaite, ainsi que le siège de Prague par les Suédois, le siège de Munich par les Suédois et les Français et une importante victoire française à Lens le 20 août contraignit Ferdinand, confronté encore à une menace d'attaque contre Vienne, à engager des négociations qui devaient aboutir aux traités de Westphalie.

## Source
- (de) Cet article est partiellement ou en totalité issu de l’article de Wikipédia en allemand intitulé « Waffenstillstand von Ulm » (voir la liste des auteurs).